# Anna Narel
Anna Narel (* 4. Januar 1989, verheiratete Anna Ościłowicz) ist eine polnische Badmintonspielerin. 

## Karriere
Anna Narel gewann 2008, 2011 und 2013 Silber bei den nationalen Titelkämpfen. 2014 wurde sie erstmals polnische Meisterin. Außerhalb ihrer Heimat siegte sie 2014 bei den Slovak International und den Lithuanian International. 2014 startete sie auch bei den Badminton-Europameisterschaften im Dameneinzel.